# Císařovna Ma
Císařovna Ma (čínsky v českém přepisu Ma chuang-chou, pchin-jinem Mǎ huánghòu, znaky 马皇后, 1332–1382), posmrtným jménem císařovna Siao-cch'-kao (čínsky v českém přepisu Siao-cch'-kao chuang-chou, pchin-jinem Xiàocígāo huánghòu, znaky 孝慈高皇后) byla čínská císařovna říše Ming, manželka zakladatele a prvního mingského císaře Chung-wua. Její osobní jméno oficiální dějiny Ming-š’ neuvádějí, v neoficiální tradici je známa jako Ma Jü-chuan (čínsky pchin-jinem Mǎ Yùhuán, znaky 马玉环), případně Ma Siou-jing (čínsky pchin-jinem Mǎ Xiùyīng, znaky 马秀英).
Paní Ma pocházela ze Su-čou v provincii An-chuej. Po smrti jejího otce ji adoptoval jeho přítel Kuo C'-sing, který v Chao-čou (dnešní Feng-jang) patřil k místním vůdcům povstání rudých turbanů proti říši Jüan a provdal za svého důstojníka Ču Jüan-čanga.
Ču Jüan-čang se v letech 1352–1355 vypracoval z řadového bojovníka na generála s armádou silou srovnatelnou s Kuovou. Po Kuově smrti postupně získal kontrolu nad jeho vojskem, roku 1356 dobyl Nanking a do roku 1368 postupně i celou Čínu. K novému roku 1368 se vyhlásil císařem, svou říši nazval Velká Ming (Ta Ming), vyhlásil éru vlády Chung-wu a svou ženu jmenoval císařovnou.
Paní Ma věrně podporovala svého muže, který si vážil jejích rad. I jako císařovna sdílela manželovu averzi k luxusu. Byla známá svou šetrností a prostotou, dokonce sama osobně prala prádlo v potoce za palácem.
Zemřela 17. září 1382, pohřbena je v mauzoleu Ming-siao-ling.